# Чичестър Сити
„Чичестър Сити“ ФК (на английски: Chichester City Football Club) е английски футболен клуб от град Чичестър, Западен Съсекс. Състезава се в Истмиън лига Югоизточна дивизия, което е 7 и 8 ниво в английския футбол. Играе мачовете си на стадион „Оуклъндс Парк“ в Чичестър с капацитет 2000 зрители.

## История
Клубът е основан през 2000 след сливането на „Чичестър Сити“ и „Портфийлд“, и приема името Чичестър Сити Юнайтед.

## Успехи
- Саутърн Комбинейшън (9 – 11 ниво)
  -  Шампион (2): 2003/04, 2018/19
- Съсекс RUR Къп
  -  Носител (1): 2006/07
- Купа Брайтън Чарити
  -  Носител (2): 2004/05, 2005/06

## Рекорди
- ФА Къп
  - 2-ри кръг (1): 2019/20
- ФА Вейз къп
  - 5-и кръг (1): 2017/18